# Suat Atalık

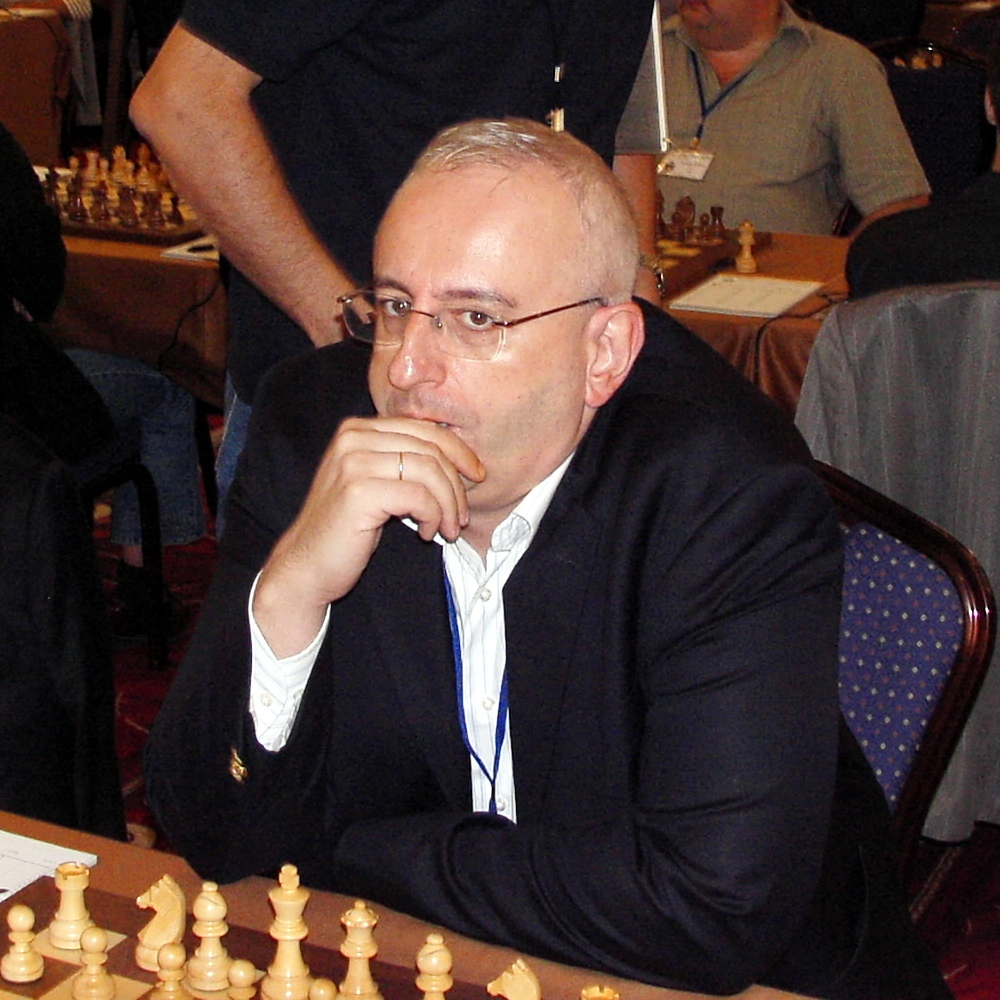
Suat Atalık in 2007

Suat Atalık (Istanboel, 10 oktober 1964) is een Turkse schaker. Hij is een grootmeester (GM). Van 2000 tot 2006 kwam hij voor Bosnië en Herzegovina uit, het land van zijn voorouders.
- Het 28e world open, gehouden van 28 juni t/m 4 juli 2000 in Philadelphia, werd na de tie-break gewonnen door Joel Benjamin met 7 pt. uit 9 ronden. Er eindigden negen spelers met 5½ uit 9, onder wie Suat Atalık.
- Van 19 t/m 27 juni 2005 werd in Kroatië het 19e open schaaktoernooi "Pula 2005" gespeeld dat met 7½ pt. uit 9 ronden door Suat Atalık gewonnen werd. Aloyzas Kveinys werd met 7 punten tweede, terwijl Predojovic Borki na de tie-break met 7 punten derde werd.
- Van 21 t/m 29 oktober 2005 vond in Hoogeveen het Essent Schaaktoernooi plaats, dat in de open groep door Baklan met 7 pt. uit 9 gewonnen werd. Atalık eindigde met 6 punten op een gedeelde derde plaats
- In januari 2006 won Atalık de C-groep in het Corus-toernooi 2006.

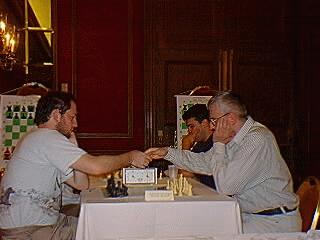
Suat Atalık (rechts) versus Ilya Smirin (foto: worldopen.com)

## Persoonlijk
In 2005 trouwde Suat Atalık met de achttien jaar jongere Russische schaakgrootmeester Ekaterina Polovnikova. Ze gaat sindsdien als Ekaterina Atalık door het leven en heeft door haar huwelijk de Turkse nationaliteit verworven.